# Llac Vembanad
El llac Vembanad (en malaiàlam, Vembanad Kayal o Vembanad Kol) és el llac més llarg de l'Índia, un dels més grans de l'estat i també el més gran de Kerala. Forma part del sistema d'aiguamolls Vembanad que cobreix una superfície de 2.033 km² i que des de l'any 2002 és un lloc Ramsar.

## Geografia i hidrografia
El llac té diferents noms segons siga la regió en què es trobe:
- el llac Punnamada és la part del llac Vembanad situada a la regió de Kuttanad del districte d'Alappuzha. És en aquesta part del llac on es realitza la famosa Regata Trofeu Nehru.[2]

- el llac de Kochi és la part del llac Vembanad que es troba al voltant del Kochi continental. Entre els grups de petites illes que forma el llac de Kochi hi ha Vypin, Mulavukad, Vallarpadam, Willingdon, etc. En aquesta part del llac hi ha el port de Kochi, construït al voltant de les illes de Willingdon i Vallarpadam.

L'aiguamoll Vembanad cobreix una àrea de més de 2.033,02 km² i n'és el més gran de l'Índia. D'aquest total, una àrea de 398,12 km² es troba per sota del nivell del mar i un total de 763,23 km² per sota d'1 m. El llac està encerclat pels districtes d'Alappuzha, Kottayam i Ernakulam. Es troba al nivell del mar i se separa de la mar d'Aràbia per una estreta illa barrera. Hi ha molts canals que enllacen aquest llac i altres llacs costaners situats al nord i al sud. El llac envolta les illes de Pathiramanal, Perumbalam i Pallippuram. El llac Vembanad té si fa no fa 14 km al punt més ample. El llac és una part del sistema d'aiguamolls Vembanad-Kol, que s'estén des d'Alappuzha, al sud, fins a Azheekkode, al nord, i és així el llac més llarg de l'Índia (96,5 km). És alimentat per 10 rius que hi desemboquen, incloent els sis rius més importants del centre de Kerala: Achenkovil, Manimala, Meenachil, Muvattupuzha, Pamba i Periyar. L'àrea total drenada pel llac és de 15.770 km², que representa el 40% de l'àrea de l'estat de Kerala. El seu vessament superficial anual és de 21.900 mm, quasi el 30% dels recursos d'aigua superficials totals de l'estat.
El llac s'ha convertit en una important destinació turística en els últims anys per la seua bellesa paisatgística. El lloc més popular n'és la vila Kumarakom, a la costa est. El santuari d'aus de Kumarakom se situa a la perifèria nord del llogaret de Kumarakom. El sistema de l'aiguamoll Vembanad s'ha inclòs en la llista d'aiguamolls d'importància internacional, com ho defineix la convenció de Ramsar per a la conservació i utilització sostenible dels aiguamolls, de l'any 2002. És el més gran dels tres llocs Ramsar de l'estat de Kerala. El llac Vembanad ha estat reclamat durant el segle passat amb l'àrea de difusió de l'aigua a partir de la reducció de 290,85 km² en 1917 a 227 km² el 1971 i 213,28 km² el 1990. En el mateix període gairebé 63,62 km d'extensió de l'antiga aigua es recuperaren per la formació de pòlders i s'amplià l'extensió de l'illa Wellington del port de Cochin. El llac s'enfronta a una crisi ecològica de grans proporcions i s'ha reduït al 37% de la seua superfície original, com a resultat de la recuperació de terres.

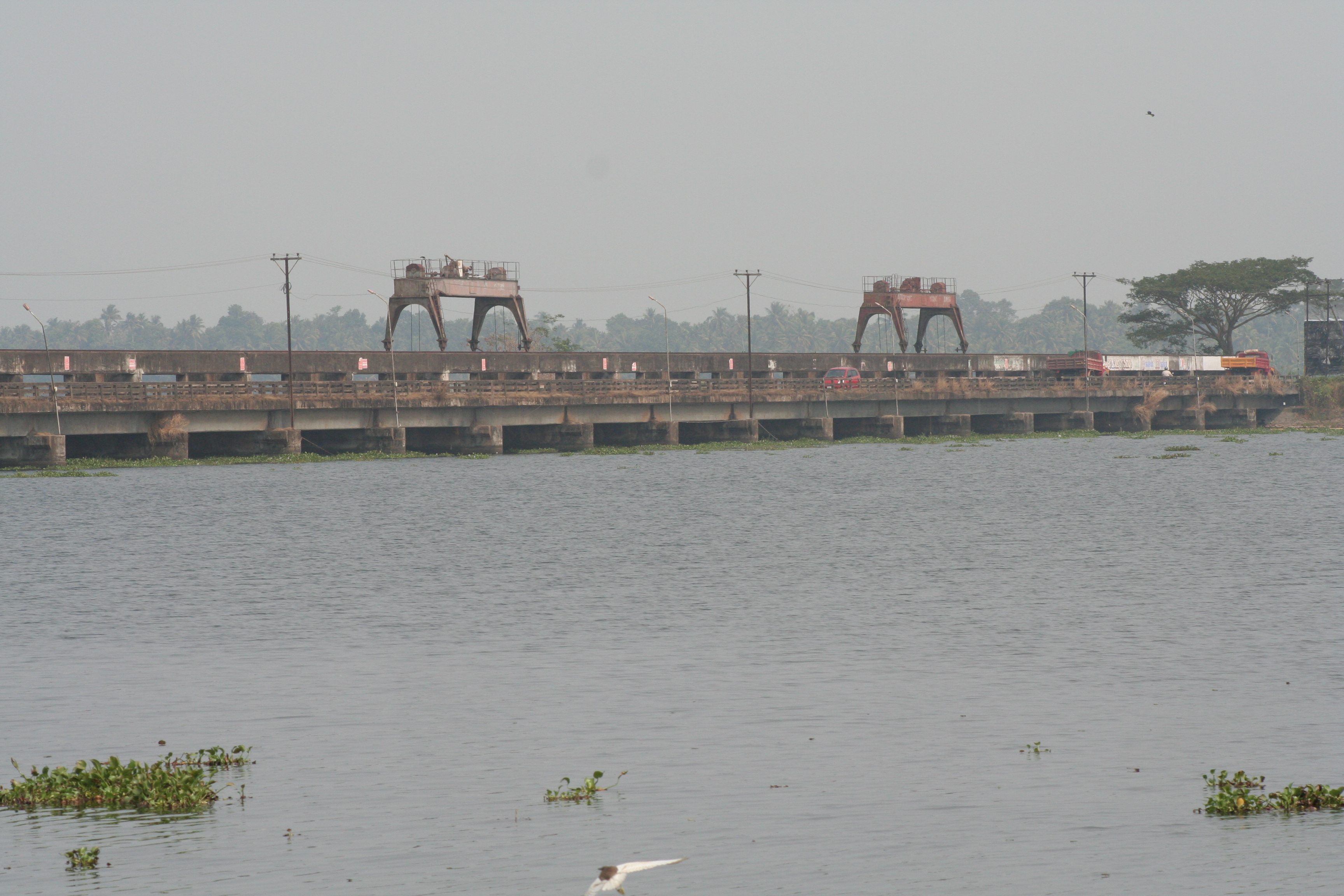
La barrera de Thanneermukkom

Una característica única del llac són els 1.252 m de llarg de barrera contra l'aigua salada de Thannermukkom, que es construí com a part del Pla de Desenvolupament Kuttanad per impedir l'acció de les marees i la intrusió d'aigua salada a les terres baixes de Kuttanad. És el regulador de fang més gran de l'Índia. Aquesta barrera divideix el llac en dues parts: una d'aigua salobre perenne i l'altra d'aigua dolça alimentada pels rius que drenen el llac. Aquesta barrera ha ajudat els agricultors de Kuttanad a alliberar la zona de salinitat i a afegir-hi més conreus en l'estació seca. La barrera de Thanneermukkom es troba en una de les parts més estretes del llac Vembanad. Només dues terceres parts del nombre original de les comportes s'obren a juliol per alliberar el flux de les inundacions. Aquestes comportes romanen tancades fins a mitjan novembre. El principal inconvenient de l'estructura ha estat la pèrdua d'oportunitats per als peixos marins i gambetes de migrar riu amunt, un augment en el creixement de males herbes en el sentit ascendent i, finalment, que ha restringit severament la descàrrega natural de contaminants. La barrera de Thanneermukkom també ha creat problemes ecològics, sobretot la propagació desenfrenada de jacints d'aigua en l'aigua dolça.

## Ciutats
El port de Kochi es troba a l'eixida del llac a la mar d'Aràbia. Al tram des de Kochi Azhi fins a Munambam Azhi, els recessos en són popularment coneguts com a Veeranpuzha. És l'extensió nord del llac Vembanad. La ciutat d'Alappuzha (també coneguda com a Allepey), de vegades anomenada «la Venècia d'Orient» per la seua gran xarxa de canals que serpentegen per la ciutat, es troba entre el llac i la mar d'Aràbia. El Vallam Kali que s'hi celebra cada any a l'agost és una gran atracció. Més de 1,6 milions de persones viuen a les ribes del llac Vembanad i, directament o indirecta, en depenen per a subsistir.

## Turisme

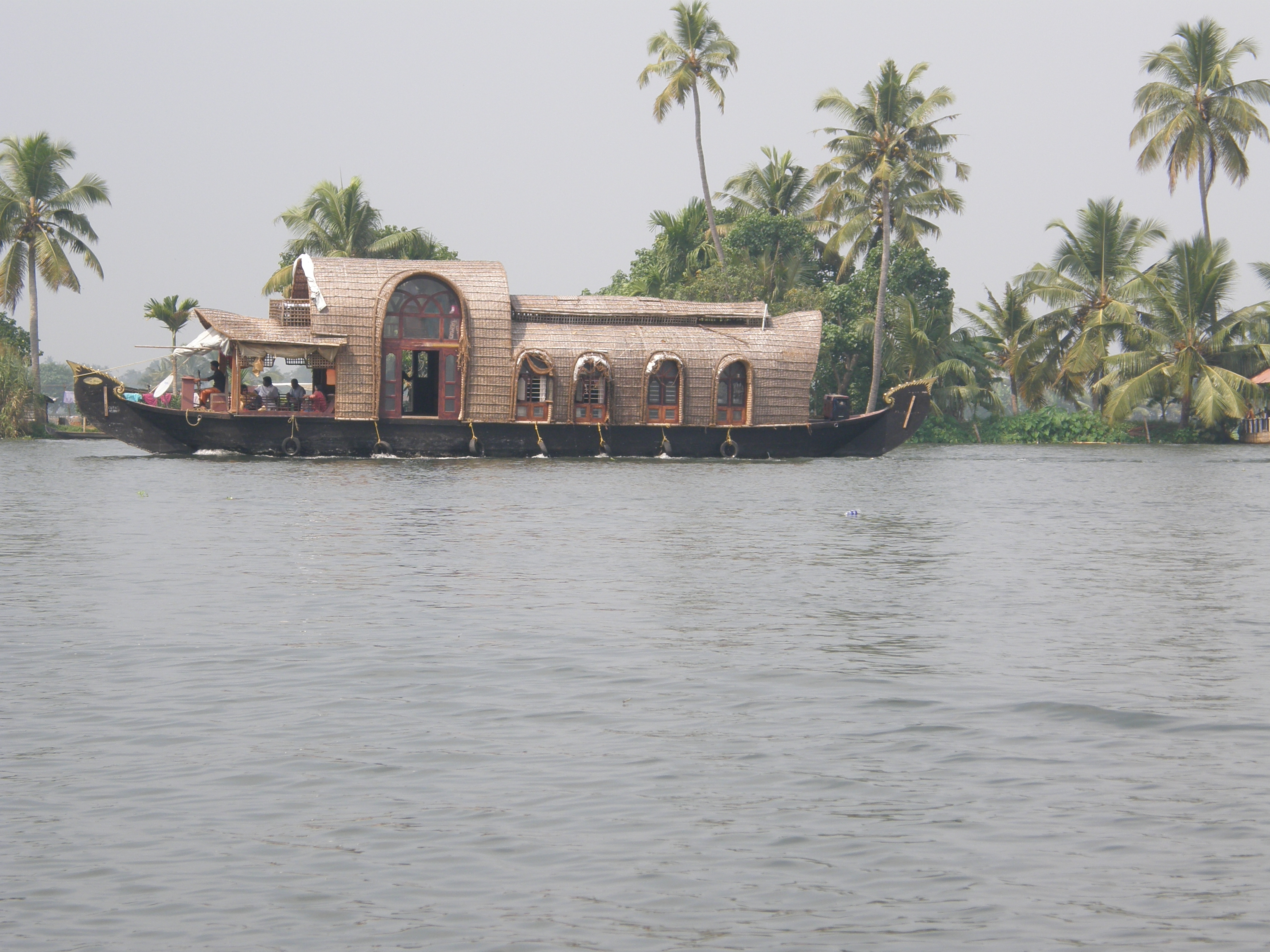
Casa vaixell al llac Vembanadu

El santuari d'aus Kumarakom n'és a la costa oriental del llac. El llac és famós per la seua bellesa escènica i s'ha convertit en una important atracció turística.

## Transport interior
El sistema de l'aiguamoll Vembanad ha format una intricada xarxa d'estuaris i canals que s'estenen, de nord-sud, més de 196 km i d'est-oest, uns 29 km. Quasi tots els pobles en aquestes àrees són accessibles amb transport per aigua. Els rius més importants, Muvattupuzha, Meenachil, Pamba i Achencovil, són navegables fins a uns 30 km aigües amunt de l'abast de les marees. El segment Kottappuram-Kollam del sistema de canals de la costa oest té un tram important que passa pel llac Vembanad i s'hi estén 209 km. Ha estat declarat canal nacional.

## Importància ecològica
L'aiguamoll Vembanad Kol s'ha inclòs en la llista d'aiguamolls d'importància internacional, segons són definits per la convenció de Ramsar per a la seua conservació i utilització sostenible. És la llar de més de 20.000 aus aquàtiques de l'Índia, la tercera major població índia. També és un hàbitat ideal per a les gambetes. Les principals maneres de vida de les persones que viuen a la riba del llac són l'agricultura, la pesca, el turisme, la navegació interior, el coco i la recol·lecció de petxines del llim. La mineria sense control de petxines del llit del llac és també una amenaça per a l'ecosistema. Els efluents d'aigües residuals i la pesada càrrega de material orgànic alliberat de les àrees veïnes, inclosa la Facultat de Medicina d'Alappuzha, són permesos en les seues aigües i són els responsables de la disminució del contingut d'oxigen dissolt a l'aigua.

## Tragèdia al llac
El 27 de juliol de 2002 vint-i-nou persones hi van morir quan una embarcació sobrecarregada naufragà al llac Vembanad. El vaixell transportava més del doble de persones que la seua capacitat prevista i era un servei diari de ferri que connecta Muhamma, poble de la costa oest, amb Kumarakom a l'est.

## Galeria d'imatges

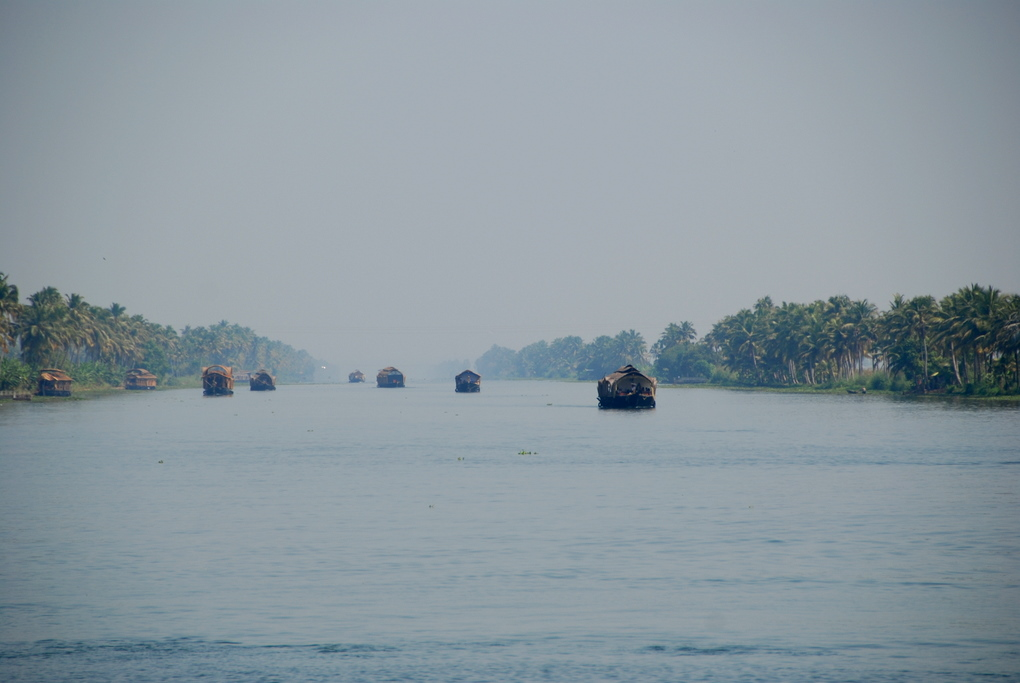
Al voltant de 400 cases flotants operen a la zona, aquesta és la ruta de l'aigua a Kottayam
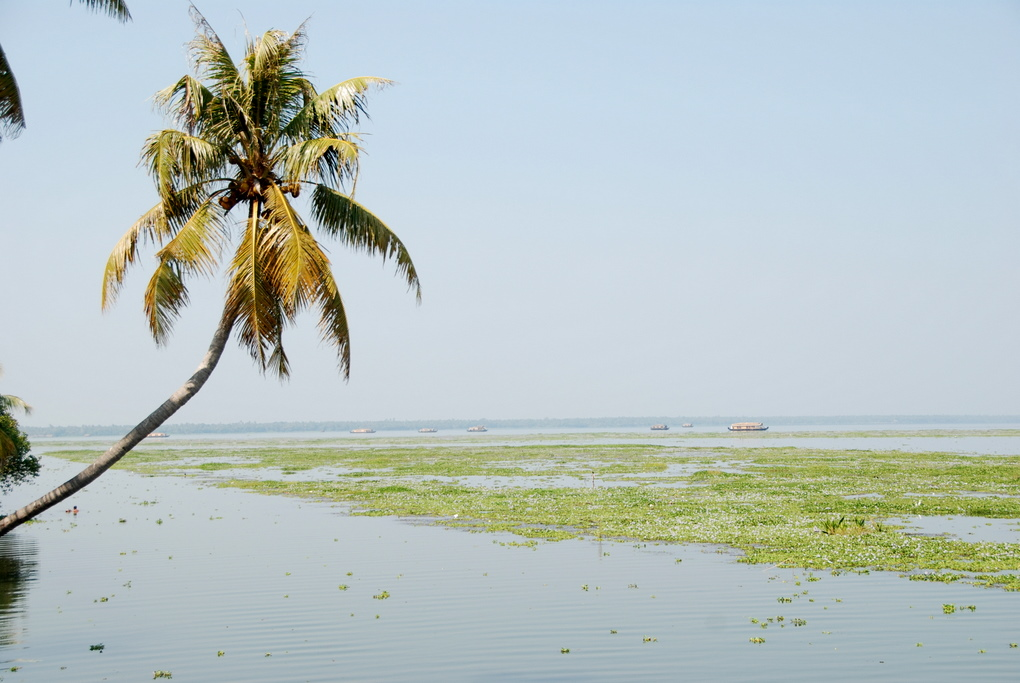
Un arquejat cocoter als canals del llac
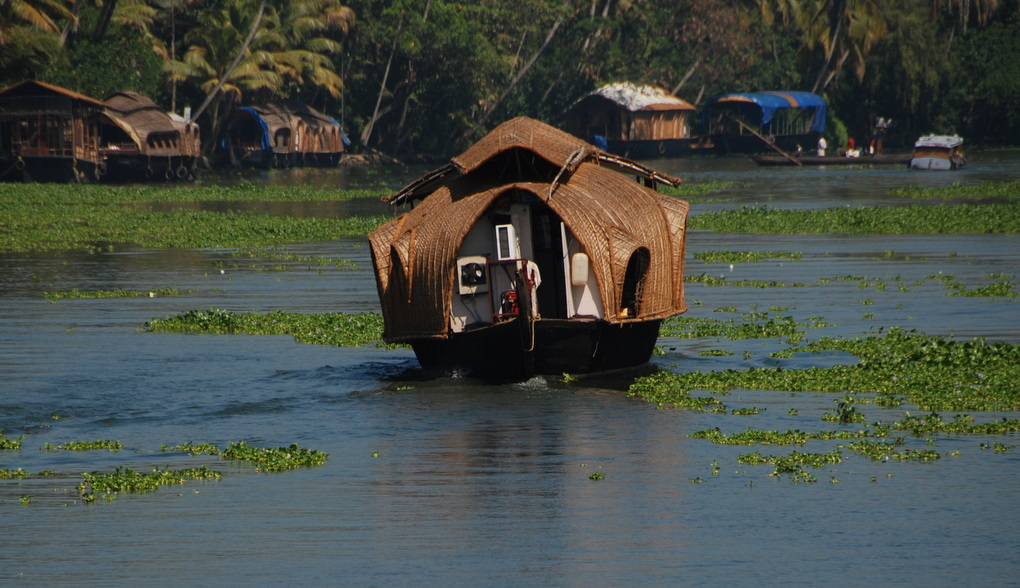
Luxoses cases flotants ofereixen comoditats d'allotjament i menjar
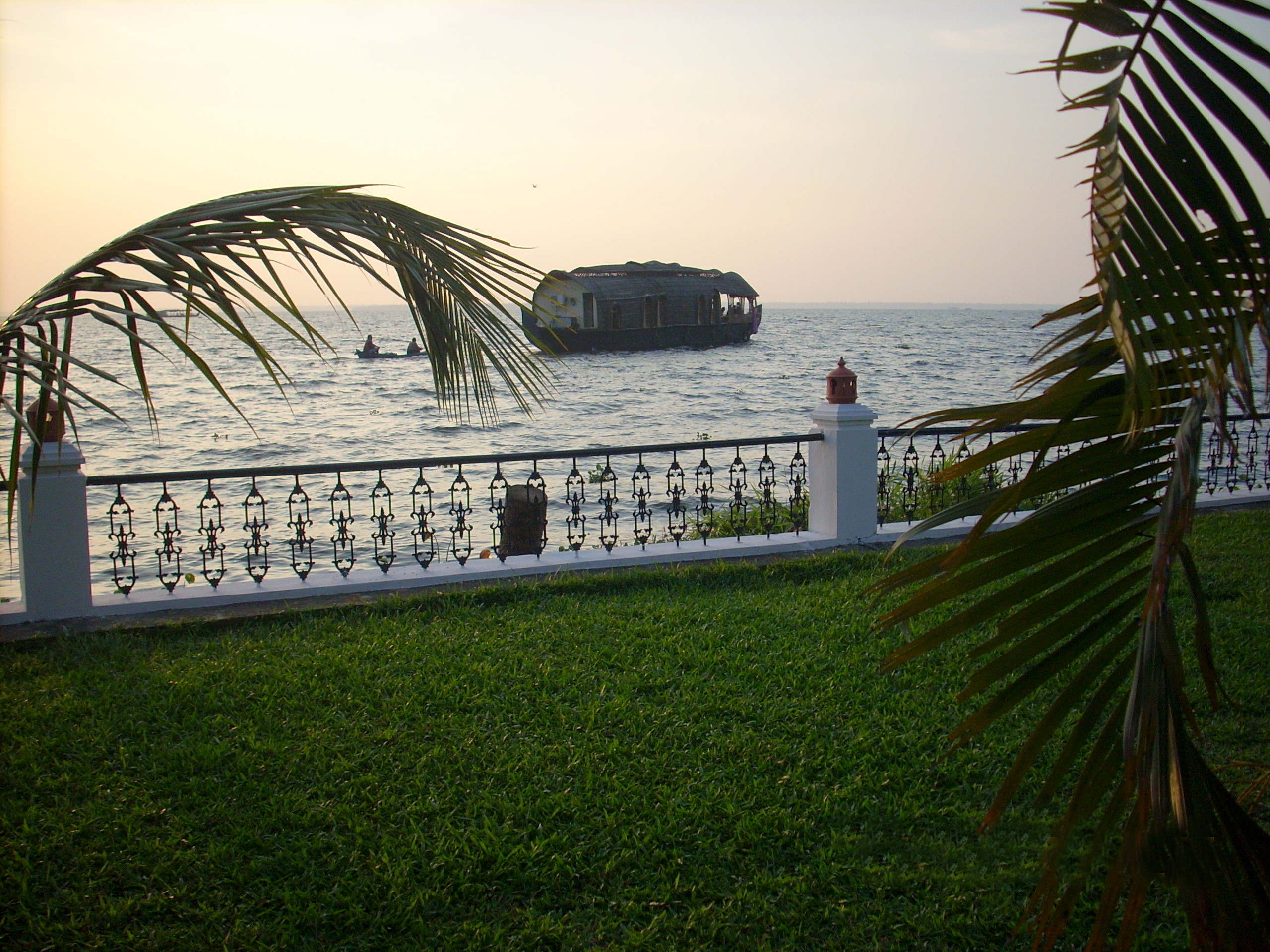
Una vista del llac des d'un complex turístic a Kumarakom
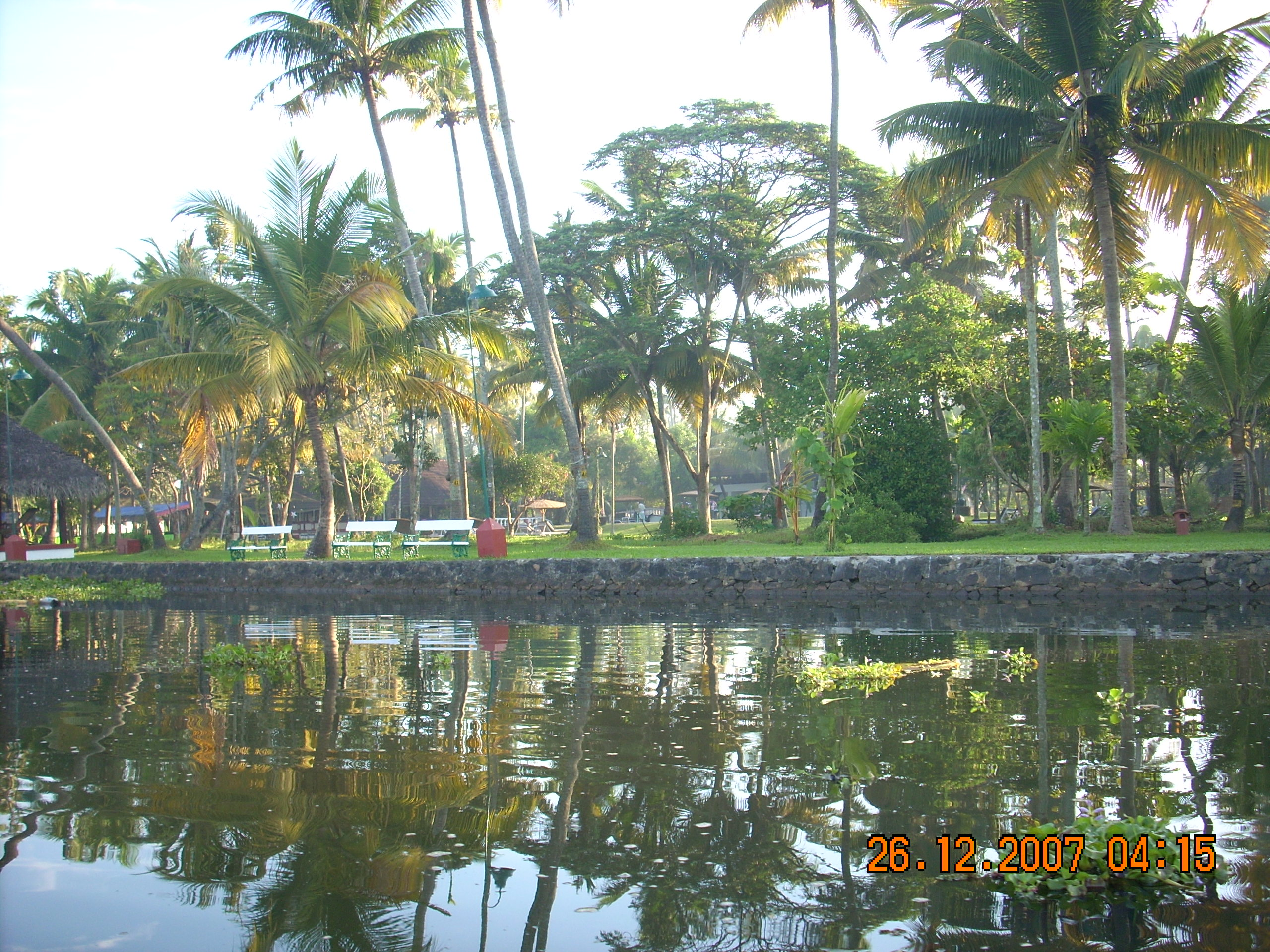
Un complex a la vora del llac Vembanad a Kumarakom
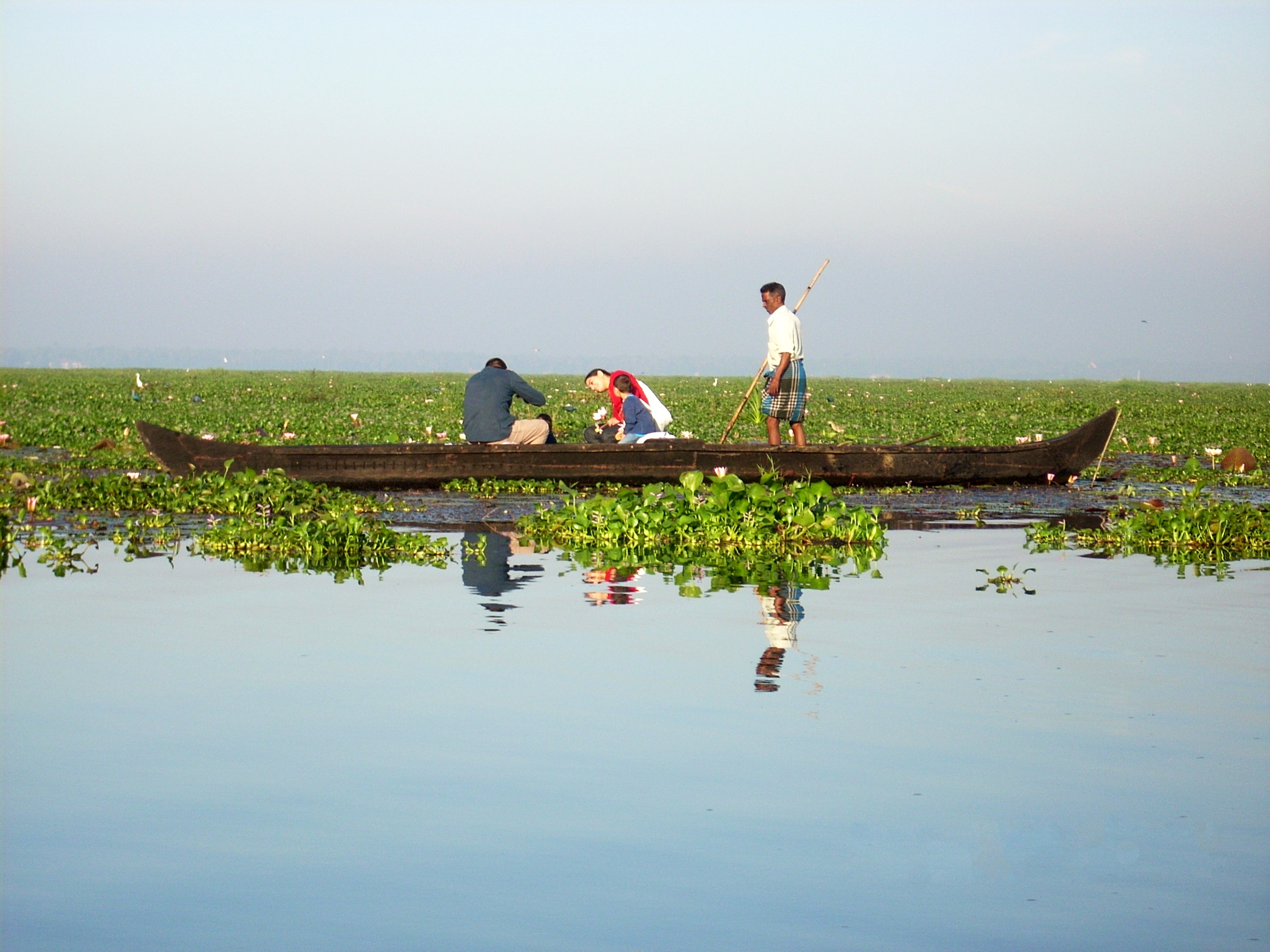
Una barca del país al Vembanad
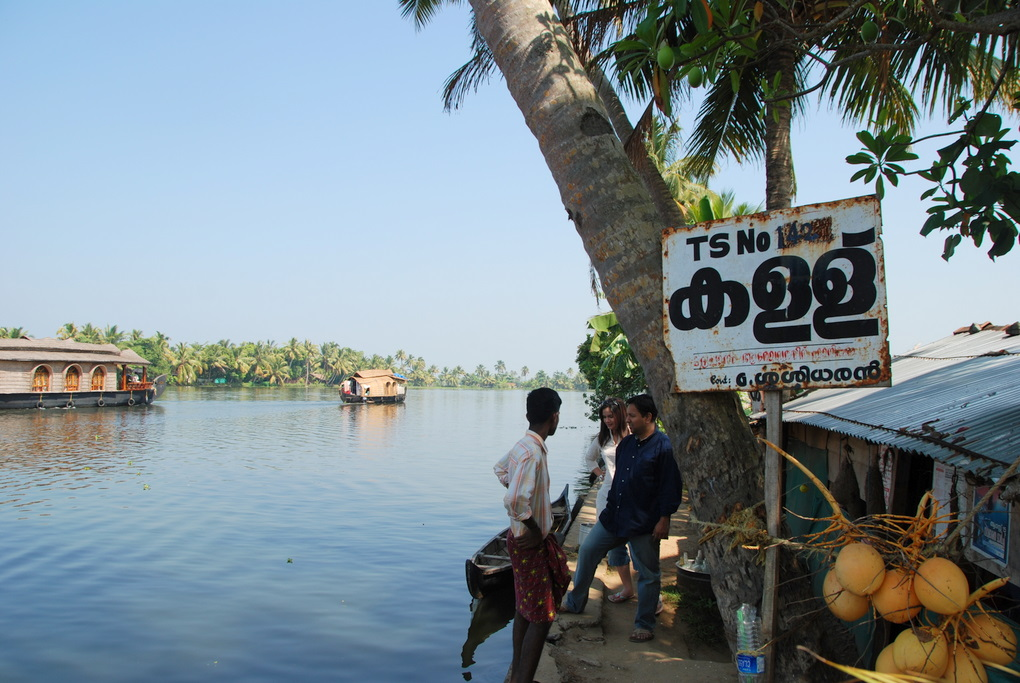
"Kallu shap" de licor tradicional
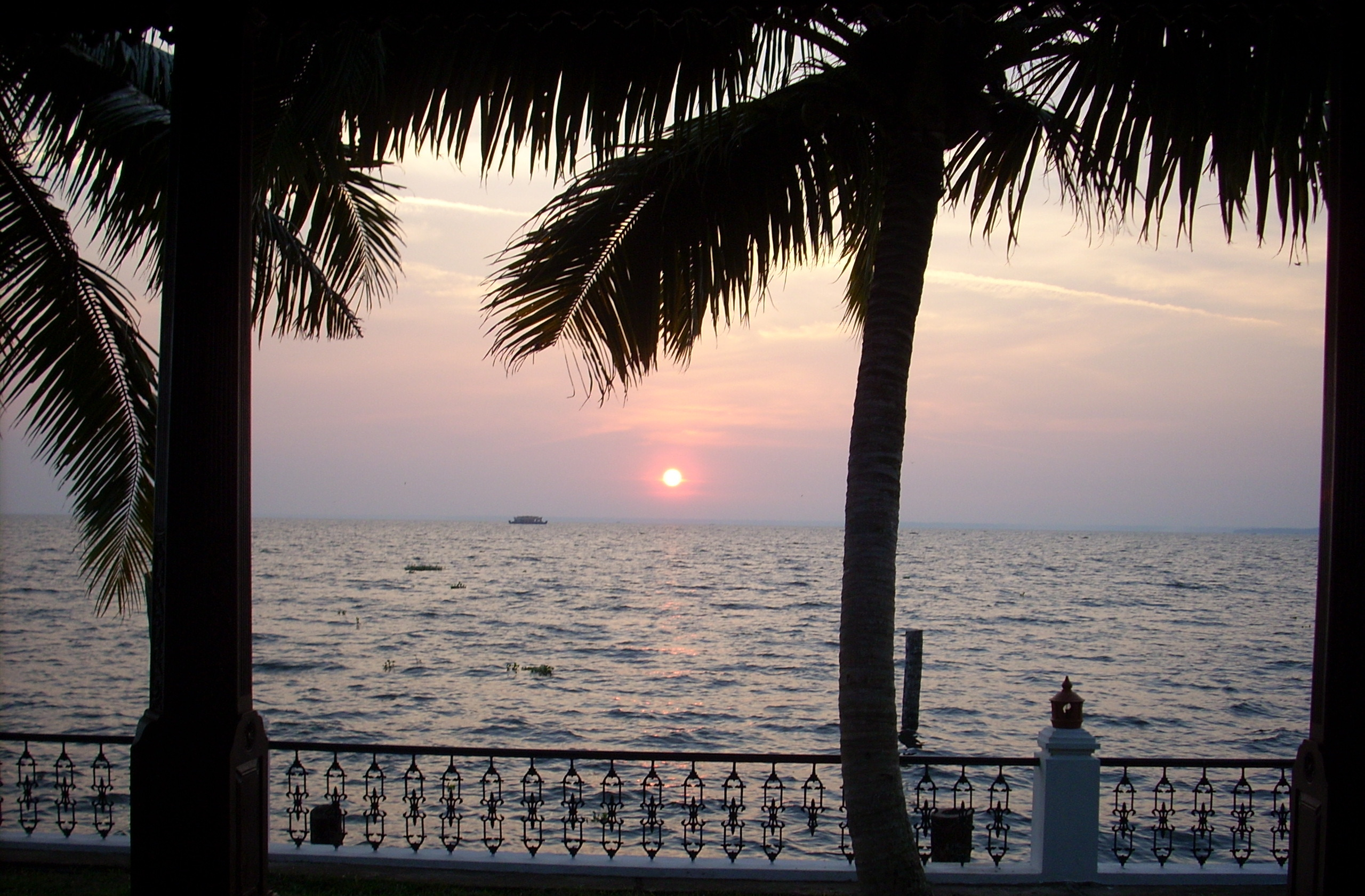
Posta de sol al llac Vembanad
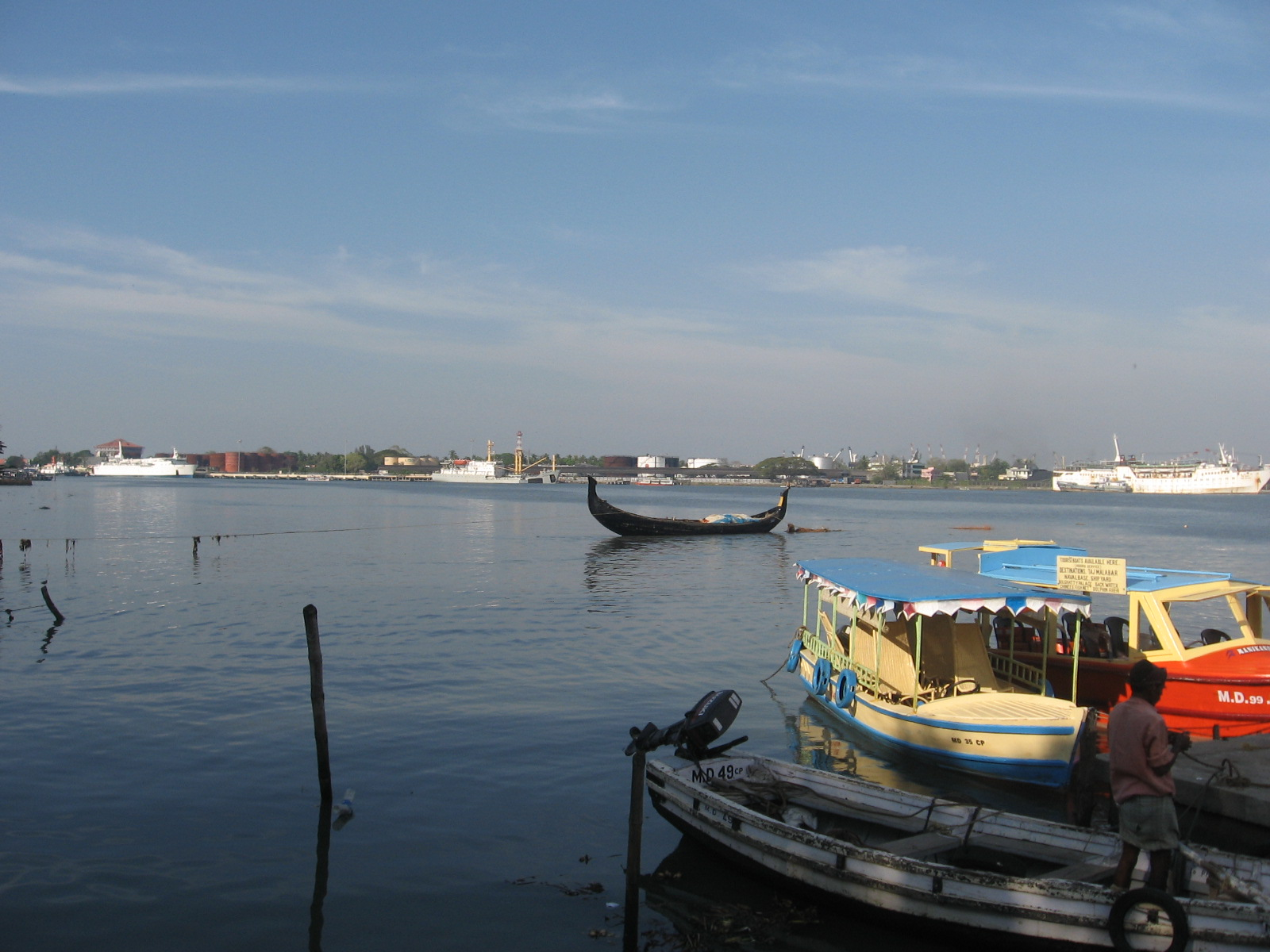
El llac Vembanad s'obri al mar a Kochi
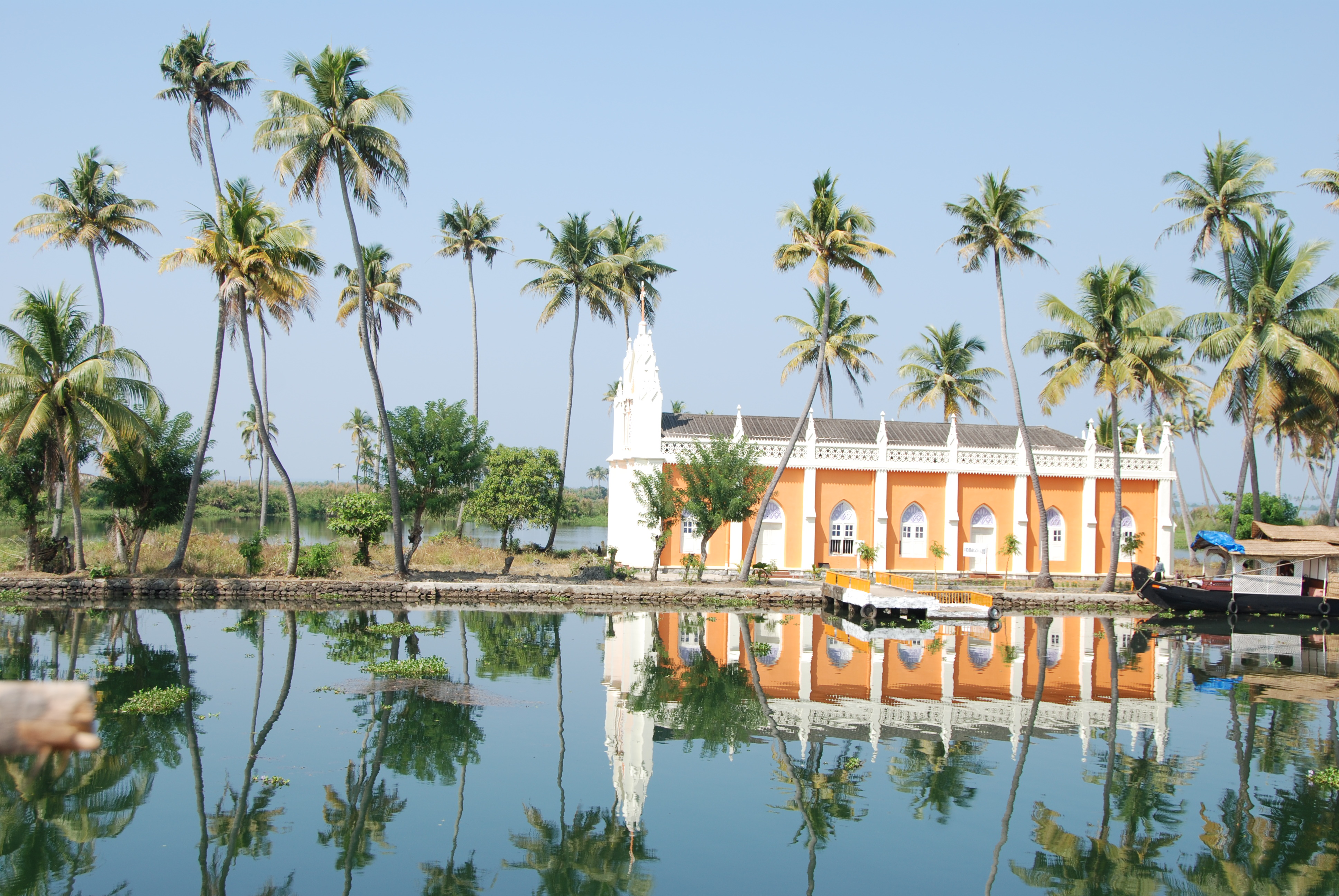
Església de Bethlaham al llac Vembanad
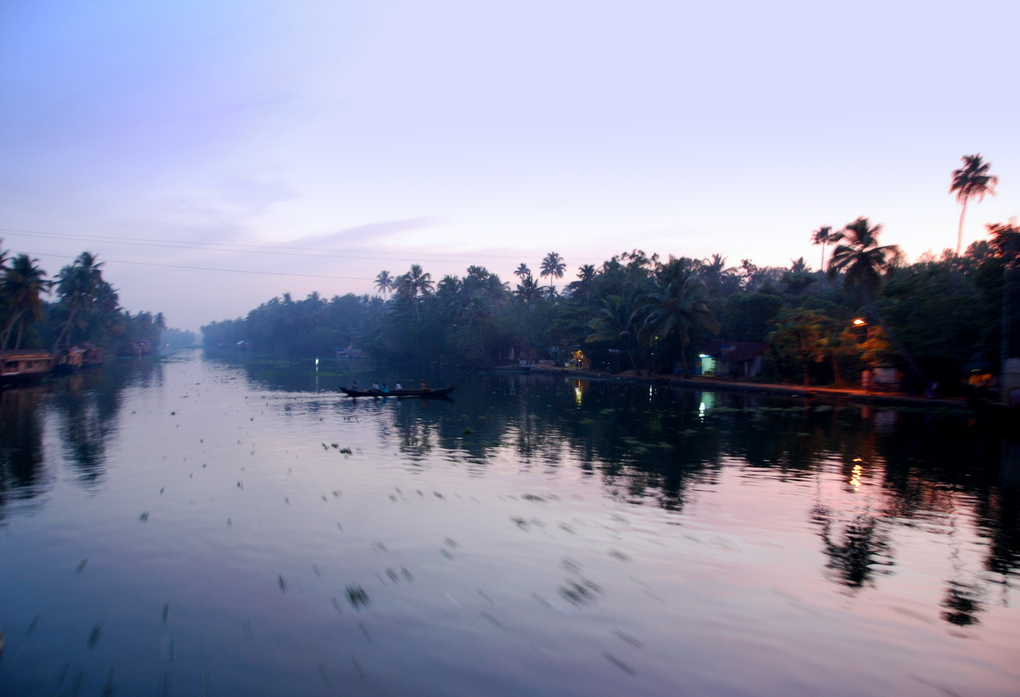
Vespre al llarg dels canals de Vembanad
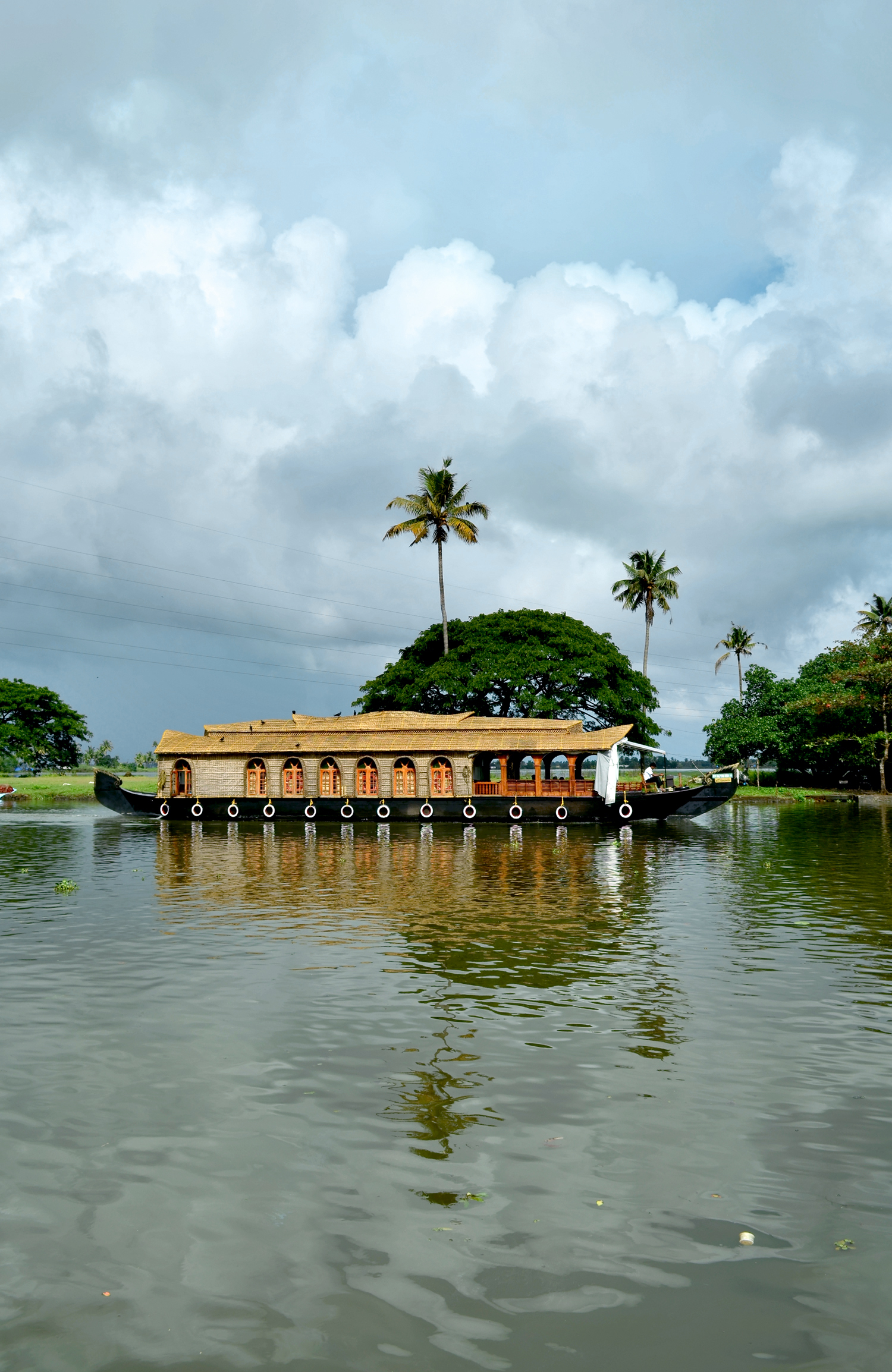
Una casa flotant en el llac